# Tryphon hamulator
Tryphon hamulator là một loài tò vò trong họ Ichneumonidae.